# مادة مالئة
المواد المالئة هي حسيمات تضاف في تركيب المنتجات في الصناعات الكيميائية وذلك من أجل تحسين خواص معينة في المنتج أو لجعل المنتج أقل تكلفة أو الاثنين معاً.
تستخدم المواد المالئة في عدد من الصناعات الكيميائية، وأشهرها صناعة المطاط واللدائن. ينتج عالمياً حوالي 53 مليون طن من المواد المالئة، والتي تدخل في عدد من الصناعات الأخرى مثل صناعة الورق والدهانات واللواصق وموانع التسرب وغيرها. من أشهر المواد المستخدمة ضمن المواد المالئة كل من الجير (الكلس / كربونات الكالسيوم) والكاولين والطلق (التالك) وأسود الكربون (أسود الفحم).